# Kouhon Désiré Faé
Kouhon Désiré Faé – iworyjski piłkarz grający na pozycji bramkarza. W swojej karierze rozegrał 1 mecz w reprezentacji Wybrzeża Kości Słoniowej.

## Kariera klubowa
W swojej karierze piłkarskiej Faé grał w klubach AS Sotra i Africa Sports National.

## Kariera reprezentacyjna
W reprezentacji Wybrzeża Kości Słoniowej Faé zadebiutował 20 marca 1986 w wygranym 3:2 meczu o 3. miejsce Pucharu Narodów Afryki 1986 z Marokiem, rozegranym w Kairze. Z Wybrzeżem Kości Słoniowej zajął 3. miejsce w tym turnieju. Mecz z Marokiem był zarazem jego jedynym rozegranym w kadrze narodowej.